# Samorost

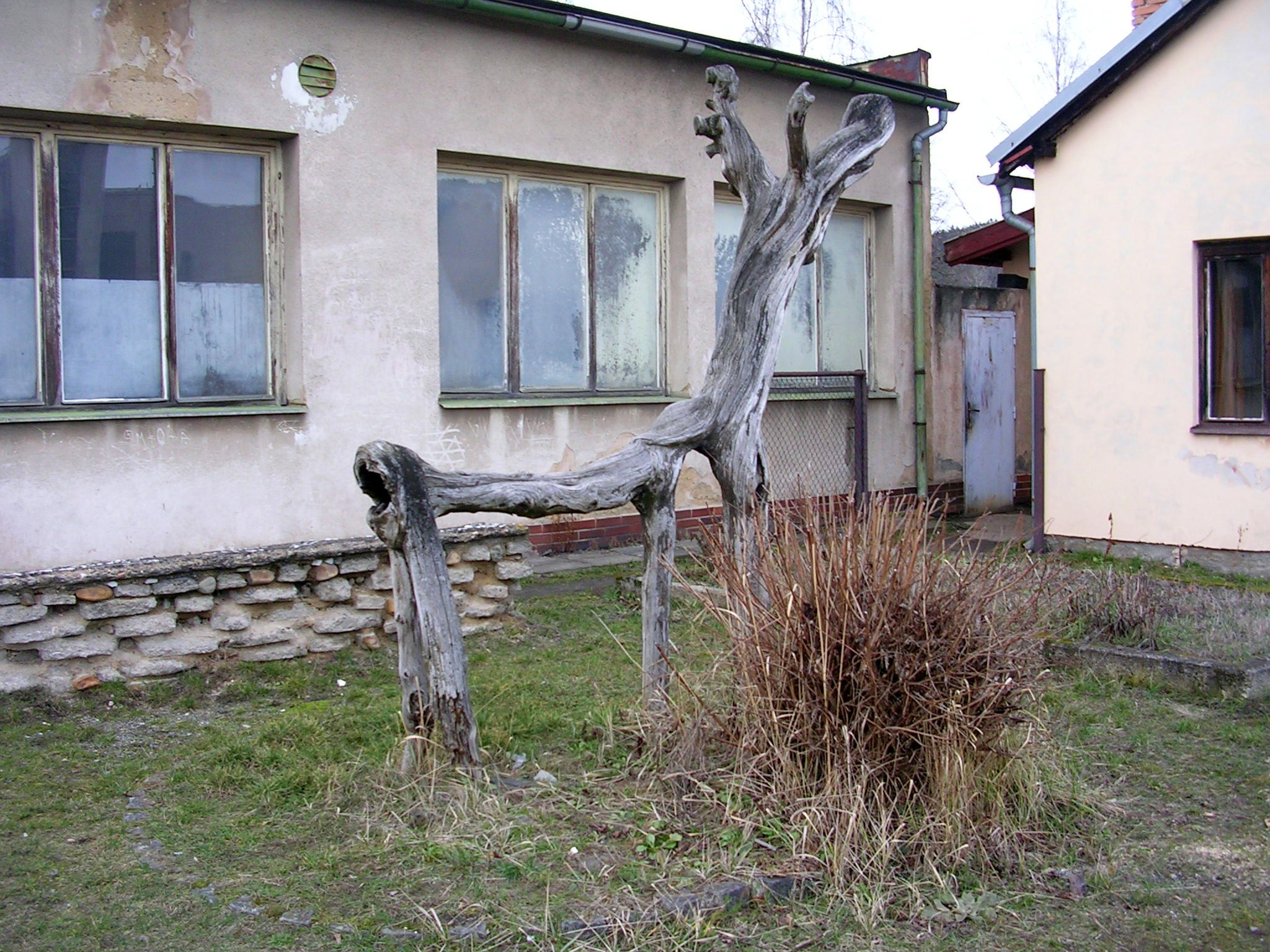
Samorostlá plastika zvířete na nádraží v Týnci nad Sázavou

Slovem samorost vyjadřujeme obvykle dva různé pojmy s podobným významem. Jedná se o samorostlou věc nebo samorostlého člověka, tedy o objekt, který vznikl pouze a výhradně působením přírodních sil a přirozených procesů.

## Ozdobná věc
V základním významu slova se jedná o ozdobnou věc vytvořenou ze dřeva, či jiného vhodného přírodního materiálu, jenž může sloužit pouze pro ozdobu, ale může také mít i nějaký praktický účel. Dřevěné samorosty obvykle bývají vytvořeny z kořene, nebo větve, nebo kmene stromů, které po očištění, odkornění a nalakování mohou sloužit jako pěkný ozdobný doplněk třeba v interiéru bytu, ozdoba čajovny, dekorace vinárny, trofej z tábora v klubovně atd. apod. Někdy se může jednat i o předmět, na který jsou vázány vzpomínky na cestování, turistiku, táboření (pobyt v přírodě vůbec), samorost zde může plnit funkci jakéhosi specifického osobního či skupinového suvenýru.
Některé ozdobné samorosty mohou mít vysokou estetickou, i uměleckou hodnotu, jejich tvary mohou připomínat třeba postavy lidí, siluety zvířat, symbolické tvary některých těles, tvary jiných předmětů denní potřeby apod.
Jiné samorosty mohou sloužit jako praktické předměty denní potřeby – kupříkladu svícny, vycházkové hole, neboli sukovice, ozdobné rámy u zrcadel, elektrická osvětlovací tělesa, držáky a nosníky konstrukcí atd. apod.
Výroba a sběr samorostů může být náhodná záležitost, může se také jednat o zvláštní druh zajímavého hobby.

### Historie
Samorost povýšil na originální umění výtvarník Alois Chocholáč (1906-1983), rodák z Nového Města na Moravě. Chocholáč přišel v 50. letech 20. století o hotel i živnost a začal se věnovat tvorbě samorostů a plastik. Jeho výtvory byly vystavovány na mnoha výstavách v zahraničí, například v Ženevě, Budapešti, Moskvě, Petrohradě. Velký úspěch měly na Expo 58 v Bruselu. Navrhoval a vytvářel interiéry, například restaurace Oživlé dřevo v Praze na Strahově, restaurace Vysočina na Národní třídě nebo restaurace Déminka v Hradci Králové. Ve Svratce je jeho tvorba zastoupena v interiéru restaurace U Šillerů.
O prvním autorovi samorostu, samorostlé věci, spekulovalo v divadelní hře i Divadlo Járy Cimrmanna. Podle prof. Fiedlera jej totiž vynalezl Jára Cimrman: "při vyřezávání loutek a nazval ho "Oživlé dřevo". Pozdější výzkumy ovšem tuto teorii vyvrátily a zjistily, že se jedná o šestou pedagogickou zásadu "Cimrmanovy šesterky" a později i o živou loutku, se kterou Jára slavil úspěchy v Paraguayi."

## Osobitý člověk
V přeneseném významu slova pak slovem samorost označujeme originálního či osobitě zvláštního člověka, osobu vybavenou nějakou zajímavou vlastností, zpravidla vrozenou. Obvykle takovéto označení nemívá příliš pejorativní smysl, může se jednat spíš o přirovnání, popřípadě i osobní ironii.